# Pierre-Adrien Pâris
Pour les articles homonymes, voir Paris (homonymie).
 (juillet 2012).
Si vous disposez d'ouvrages ou d'articles de référence ou si vous connaissez des sites web de qualité traitant du thème abordé ici, merci de compléter l'article en donnant les références utiles à sa vérifiabilité et en les liant à la section « Notes et références ».
Pierre-Adrien Pâris est un architecte, dessinateur et collectionneur français né à Besançon le 25 octobre 1745 et mort dans la même ville le 1er août 1819.

## Biographie

### Premières années et formation
Fils du géomètre et architecte du prince-évêque de Bâle Pierre-François Pâris, Pierre-Adrien Pâris naît à Besançon le 25 octobre 1745 dans la rue Battant. À l’âge de cinq ans, il quitte Besançon pour Porrentruy où son père est nommé géomètre du prince-évêque de Bâle. Entre 1750 et 1760, il suit sa première formation auprès de son père. Sa famille est issue d'une branche latérale de la Famille Pâris, très anciennement implantée à Besançon et dont Jonas Pâris (anobli en 1658 sous Louis XIV) s'exila en Dauphiné durant la Guerre de Trente Ans. Le fils de ce dernier, Jean Pâris, fut le père des quatre frères Pâris, financiers et banquiers sous Louis XIV, la Régence et Louis XV et dont Pierre-Paul Pâris, banquier et homme politique, fut un lointain descendant.
En 1760, Pâris rejoint son oncle Jean-Baptiste Lefaivre (maître-maçon et entrepreneur) à Paris, puis il entre dans l’atelier de l’architecte Louis-François Trouard. Il devient élève de l’Académie royale d’architecture en 1764 où il suit l’enseignement de Jacques-François Blondel. Dès 1765 et jusqu’en 1769, Pâris se présente au grand prix d’architecture sans jamais l’emporter.

### Premier voyage en Italie
En 1770, Trouard demande au marquis de Marigny une place à l’Académie de France à Rome pour son élève ; Pâris arrive à Rome le 27 octobre 1771 en compagnie du fils de Louis-François Trouard et devient officiellement pensionnaire de l’Académie l’année suivante. Entre 1772 et 1774, Pâris dessine dans la campagne romaine aux côtés de peintres tels que François-André Vincent avec qui il s’initie aux dessins de vues. Il en profite également pour réaliser de nombreuses études de monuments antiques et commence une petite collection de dessins et de contre-épreuves de sanguines de ses camarades peintres. Il a également l’occasion d’enseigner l’architecture à Francesco Piranesi, fils du grand Piranèse et de voyager dans le sud de l’Italie où il visite Cadoue, Paestum, Pompéi et Herculanum. Il rentre en France en 1774 en passant par Bologne, Venise, Vérone, Milan, Turin et Chambéry. Il fait visiter l'Italie à Pierre Jacques Onésyme Bergeret de Grancourt dont il rachète certains biens en 1786.

### Retour en France et début de carrière
À son retour d'Italie, il séjourne quelques mois à Bordeaux où il participe aux travaux de construction du Grand Théâtre.
Entre 1775 et 1777, il imagine les décors intérieurs de l’hôtel du duc d’Aumont, premier gentilhomme de la chambre du roi, construit en collaboration avec Trouard, place Louis XV (actuel hôtel de Crillon, place de la Concorde). En janvier 1778, il est nommé dessinateur de la Chambre et du Cabinet du roi poste important des Menus-Plaisirs du roi. Pâris dessine donc les projets pour les fêtes, cérémonies, spectacles, bals et pompes funèbres de la Cour.
Grâce à la nomination de Charles-Henri de Feydeau (1754-1802), marquis de Brou, au poste d’intendant de la généralité de Dijon en 1780, Pâris peut obtenir de nombreux projets en Bourgogne. La même année, il devient membre de l’Académie royale d’architecture. À Paris, il veille sur un jeune étudiant en architecture bisontin Denis-Philibert Lapret.
Pendant trois mois (mars à mai) en 1783, il retourne à Rome en compagnie de Louis-François Trouard, venu retrouver son fils. Entre 1782-1786, il dessine le château de Colmoulins près du Havre, propose un projet pour l'extension des Bains civils de Bourbonne-les-Bains , pour l'hôtel de ville de Neuchâtel, en Suisse et un autre pour la reconstruction du château de Versailles. En avril 1785, il est nommé architecte de l’Académie royale de musique (Opéra de Paris) et architecte des Économats en 1787.
À partir de 1787, pour la duchesse de Bourbon, il travaille aux aménagements intérieurs du palais de l'Élysée, faisant quasiment disparaître le décor réalisé par son maître Boullée. L’année suivante, il travaille pour Jean-Baptiste d’Arboulin de Richebourg à l’aménagement de son hôtel, rue de Courcelles à Paris.
Nommé chevalier de l’ordre de Saint-Michel, il reçoit ses lettres de noblesse en 1789 et travaille au projet et l’aménagement de la salle de l’Assemblée des États-généraux dans l’hôtel des Menus-Plaisirs à Versailles dont l’ouverture a lieu le 5 mai. En octobre de la même année, lorsque l’Assemblée nationale, à la suite de Louis XVI, se transporte dans la capitale, Pâris est chargé d'adapter la salle du Manège à sa nouvelle fonction politique. Son poste de dessinateur de la Chambre et du Cabinet du Roi supprimé fin décembre 1792, il se réfugie à Vauclusotte (Doubs) pendant la Terreur.

### La retraite en Normandie
Vient ensuite une longue période de retraite pendant laquelle Pâris s'installe en Normandie, de juillet 1793 à juin 1806. Habitant d’abord à Colmoulins (situé à Harfleur) au château de l'armateur havrais Stanislas Foäche, il s’aménage ensuite un appartement dans un vieux pigeonnier au manoir d'Escures à Montivilliers, appartenant à François Grégoire de Rumare. Il consacre ces 13 ans à la rédaction d’ouvrages sur les monuments antiques, au jardinage et à la réalisation d’un catalogue de sa collection. Il imagine à ce moment-là les plans d'un monument expiatoire à l’exécution de Louis XVI sur la place de la Concorde qui reprend le dispositif en ellipse où ont été déclarés les Droits de l'homme, qu'il avait inventé pour l'Assemblée nationale aux Menus Plaisirs, que Chateaubriand reprend à son compte sans en mentionner l'auteur. Il propose des plans pour l'abbaye du Valasse, achetée par l'armateur havrais Jacques-François Begouën.
Pâris vit calmement ce qu’il pense être les dernières années de sa vie.

### Fin de carrière, derniers voyages à Rome et retour à Besançon
Pendant la dernière période de sa vie, Pâris vit une sorte de seconde carrière qui commence par un troisième séjour à Rome en 1806. Parmi ses nominations et activités, il assure en 1807 le directorat par intérim de l’Académie de France à Rome, devient membre de l’Académie de San Luca et retourne visiter les villes antiques du sud de l’Italie. Entre 1808 et 1809, il organise l’enlèvement et le transport des antiquités de la villa Borghèse pour le compte de Napoléon qui vient d’acheter la collection et souhaite la rapatrier au Louvre. Il est enfin chargé de diriger les fouilles du Colisée à partir de 1811.
De mars à avril 1817, il rejoint la France pour la dernière fois, et arrive à Besançon le 30 avril. Il loge au 8, rue Charles-Nodier où il aménage son « petit muséum ». Au cours de l’année 1818, il rédige un testament par lequel il lègue ses collections à la bibliothèque municipale de Besançon et meurt le 1er août 1819. Son corps repose au cimetière de Saint-Ferjeux à Besançon, quant à sa collection, elle a rejoint la bibliothèque dès 1819, une partie en est déposée au musée des Beaux-Arts et d'Archéologie de Besançon lors du déménagement de ce dernier dans la halle à grain de la place du Marché en 1843.

## La collection

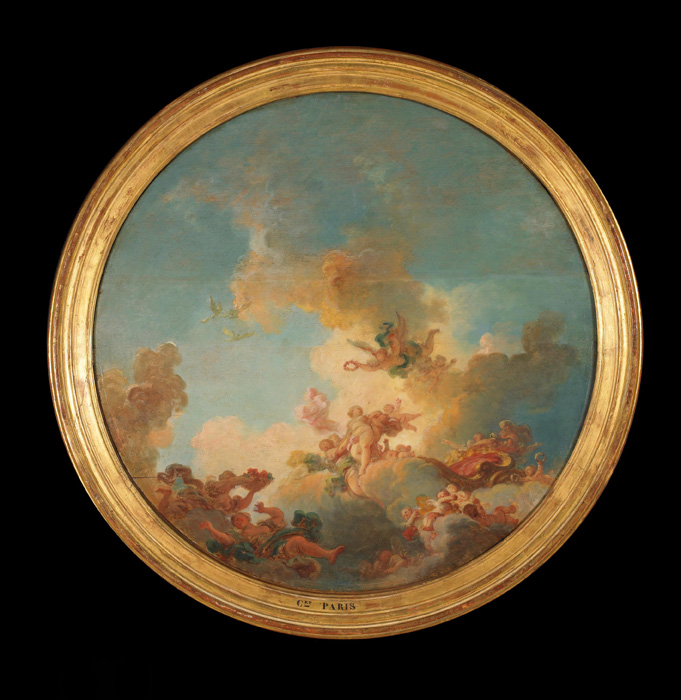
Jean-Honoré Fragonard, Le Triomphe de Vénus (vers 1765-1770), ancienne collection Pâris, musée des Beaux-Arts et d'Archéologie de Besançon.

La collection Pâris rassemble une importante quantité de dessins et contre-épreuves (dont 99 Fragonard), de peintures (notamment d’Hubert Robert, François-André Vincent et Fragonard), de gravures (Francesco Piranesi), de sculptures et d’antiquités. Cette collection a fait l'objet d'une exposition au musée des Beaux-Arts et d'Archéologie de Besançon en 2008.
La constitution de la collection d'antiquités n'a pas encore été clairement établie. Léguant sa collection d'antiquités composée d'objets étrusques, égyptiens, grecs et romains, Pâris souhaitait offrir à sa ville natale la possibilité d'enrichir ses institutions publiques et éduquer les jeunes bisontins à l'art antique et moderne.
Sa collection est désormais répartie dans les deux institutions publiques majeures de la ville : la bibliothèque municipale, qui conserve le fonds d'archives Pâris et la totalité de sa bibliothèque, et le musée des Beaux-Arts et d'Archéologie à qui revient le reste de la collection.

## Publications
- Adam Dickson (trad. de l'anglais par Pâris, Pierre-Adrien), De l'agriculture des Anciens [« The husbandry of the Ancients »], Paris, H. J. Jansen, 1802.
- Pierre-Adrien Pâris, Mémoire sur les cours d'eau et les canaux d'arrosage des Pyrénées-Orientales, Bordeaux, impr. de Gounouilhou, 1918, 311 p. (lire en ligne).